# Pierre Vaultier
Pierre Vaultier (Briançon, Francuska, 24. lipnja 1987.) je francuski snowboarder te dvostruki olimpijski pobjednik u kategoriji snowboard cross.

## Karijera
Vaultier je počeo trenirati snowboarding u dobi od šest godina u obližnjem Serre-Chevalieru u alpskom dijelu Francuske. Profesionalni debi je ostvario 1997. godine dok je svoj prvi kristalni globus osvojio 13. ožujka 2008. Nažalost, krajem iste godine teško se ozlijedio tijekom treninga te doživio lumbarnu frakturu. Podvrgnut je operaciji u Grenobleu te je nakon nje propustio ostatak sezone.
Pierre se natjecanju vratio u Svjetskom kupu 2010. ostvarivši pobjede u Chapelcu, Tellurideu, Veysonnazu te Stonehamu. Iako je bio favorit za osvajanje medalje na Olimpijadi u Vancouveru, ondje je završio na devetom mjestu. Ipak, uspjeh nije izostao nakon četiri godine u Sočiju. Ondje je osvojio svoje prvo olimpijsko zlato u crossu, u finalu voženom po kiši i magli. Tamo je Vaultier uspio u posljednja dva skoka preteći Rusa Nikolaja Oljunina.
Francuz je u južnokorejskom Pyeongchangu uspio obraniti olimpijski naslov a tijekom dramatičnog finala nadmašio je Australca Hughesa i Španjolca Hernándeza. Najviše problema imao je u polufinalu gdje je pao nakon sudara s Oljuninom. Međutim, uspio se pridići i ciljem proći kao treći što mu je bilo dovoljno za plasman u finale. Time je postao dvostruki olimpijski pobjednik uz čak pet osvojenih Svjetskih kupova u snowboard cross disciplini.

## Olimpijske igre

### OI 2014. Soči
| Soči 2014. Finale - cross | Soči 2014. Finale - cross | Soči 2014. Finale - cross |
| RANG                      | Natjecatelj               |                           |
| ------------------------- | ------------------------- | ------------------------- |
|                           | Pierre Vaultier           |                           |
|                           | Nikolaj Oljunin           |                           |
|                           | Alex Deibold              |                           |

### OI 2018. Pyeongchang
| Pyeongchang 2018. Finale - cross | Pyeongchang 2018. Finale - cross | Pyeongchang 2018. Finale - cross |
| RANG                             | Natjecatelj                      |                                  |
| -------------------------------- | -------------------------------- | -------------------------------- |
|                                  | Pierre Vaultier                  |                                  |
|                                  | Jarryd Hughes                    |                                  |
|                                  | Regino Hernández                 |                                  |

## Vanjske poveznice
- Službena web stranica snowboardera Vaultiera  Arhivirana inačica izvorne stranice od 7. siječnja 2012. (Wayback Machine)